# Claes Magnus Livin
Claes Magnus Livin, född 4 september 1753 i Vinnerstads församling, Östergötlands län, död 22 maj 1831 i Flisby församling, Jönköpings län, var en svensk präst i Flisby församling.

## Biografi
Claes Magnus Livin föddes 4 september 1753 i Vinnerstads församling. Han var son till kyrkoherden Jonas Livin och Christina Liedberg i Vinnerstads församling. Livin blev 1771 student vid Lunds universitet och prästvigdes 1777. Han avlade magisterexamen vid universitetet och blev extra ordinarie bataljonspredikant vid Sprengtportska regementet i Landskrona. År 1783 blev han kyrkoherde i Flisby församling och 1791 vice kontraktsprost i Södra Vedbo kontrakt. Livin blev 1793 ordinarie kontraktsprost i SAödra Vedbo kontrakts. Han var riksdagsman vid riksdagarna 1809, 1810 och 1815. Livin avled 22 maj 1831 i Flisby församling.

### Familj
Livin gifte sig första gången med Maria Helena Sabelfelt. Livin gifte sig andra gången med Maria Ekström. De fick tillsammans barnen löjtnanten Lars August Livin (född 1817) och landskontoristen Magnus Gustaf Livin (född 1819).